# NASA International Space Apps Challenge
El Desafío internacional de aplicaciones espaciales de la NASA (en inglés: NASA International Space Apps Challenge) es un proyecto de la NASA (Administración Nacional de la Aeronáutica y del Espacio del gobierno estadounidense) para desarrollar aplicaciones móviles y otros inventos utilizando los datos del universo, el medio ambiente mundial, datos obtenidos de satélites y otros conjuntos de datos que se han abierto al público, dentro de la filosofía de datos abiertos (u Open Data). El programa se ha celebrado al mismo tiempo en varias ciudades de todo el mundo.  
Fue iniciado en 2012. Esta actividad se realiza durante un fin de semana en diferentes países del mundo. Abarca la resolución cooperativa de problemas dirigida a la soluciones dentro de una perspectiva de código abierto, para poder hacer frente a necesidades tanto de la vida en la Tierra como en el espacio. Se trabaja a partir de diversos desafíos que se publican un mes antes del hackathon, divididos en diferentes categorías, como la Tierra, el espacio exterior, la robótica o los viajes a Marte. 
Cuenta con dos niveles: desafíos por ciudades y el desafío internacional. Además de los posibles reconocimientos locales, el premio mundial incluye la oportunidad de asistir a un lanzamiento de la NASA.

## Años
| Año  | Fechas        | Países | Ubicaciones | Participantes | Desafíos | Proyectos |
| ---- | ------------- | ------ | ----------- | ------------- | -------- | --------- |
| 2012 | abril 21–22   | 17     | 25          | 2,004         | 64       | 101       |
| 2013 | abril 20–21   | 44     | 83          | 9,147         | 57       | 770       |
| 2014 | abril 12–13   | 46     | 95          | 8,196         | 40       | 671       |
| 2015 | abril 11–12   | 61     | 133         | 12,728        | 35       | 937       |
| 2016 | abril 22–24   | 61     | 161         | 15,000        | 25       | 1300      |
| 2017 | abril 29–30   | 69     | 187         | 25,000        | 25       | 2,000+    |
| 2018 | octubre 19-21 | 75     | 200+        | 18,000        | 25       | 2,000+    |
| 2019 | octubre 18-20 | 75     | 220+        | 20.000+       | 25+      |           |